# Lucas Edmonds
Lucas Edmonds, född 27 januari 2001 i North Bay, Ontario, är en svensk-kanadensisk professionell ishockeyspelare (forward). Hans moderklubb är East Nipissing MHA.
Han draftades av Tampa Bay Lightning i tredje rundan, som 86:e spelare totalt i NHL-draften 2022.